# Inachoididae
Famille
Les Inachoididae sont une famille de crabes. Elle comprend 40 espèces actuelles et trois fossiles dans dix genres.

## Liste des genres
Selon World Register of Marine Species (27 septembre 2019) :
- genre Aepinus Rathbun, 1897
- genre Anasimus A. Milne-Edwards, 1880
- genre Arachnopsis Stimpson, 1871
- genre Batrachonotus Stimpson, 1871
- genre Collodes Stimpson, 1860
- genre Euprognatha Stimpson, 1871
- genre Inachoides H. Milne Edwards & Lucas, 1842
- genre Leurocyclus Rathbun, 1897
- genre Paradasygyius Garth, 1958
- genre Paulita Guinot, 2012
- genre Pyromaia Stimpson, 1871
- genre Solinca Colavite, Windsor & Santana, 2019
- genre Stenorhynchus Lamarck, 1818

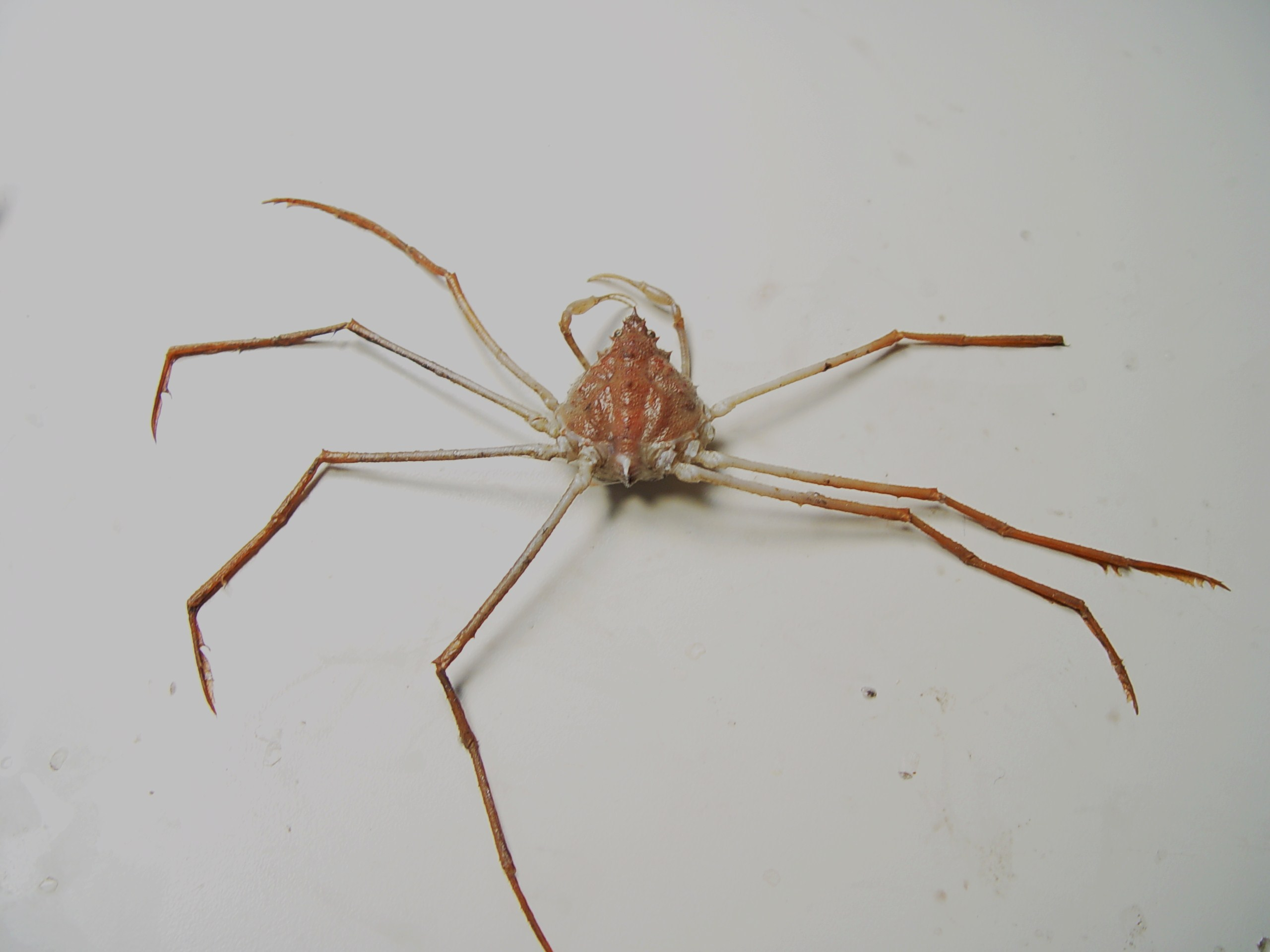
Anasimus latus
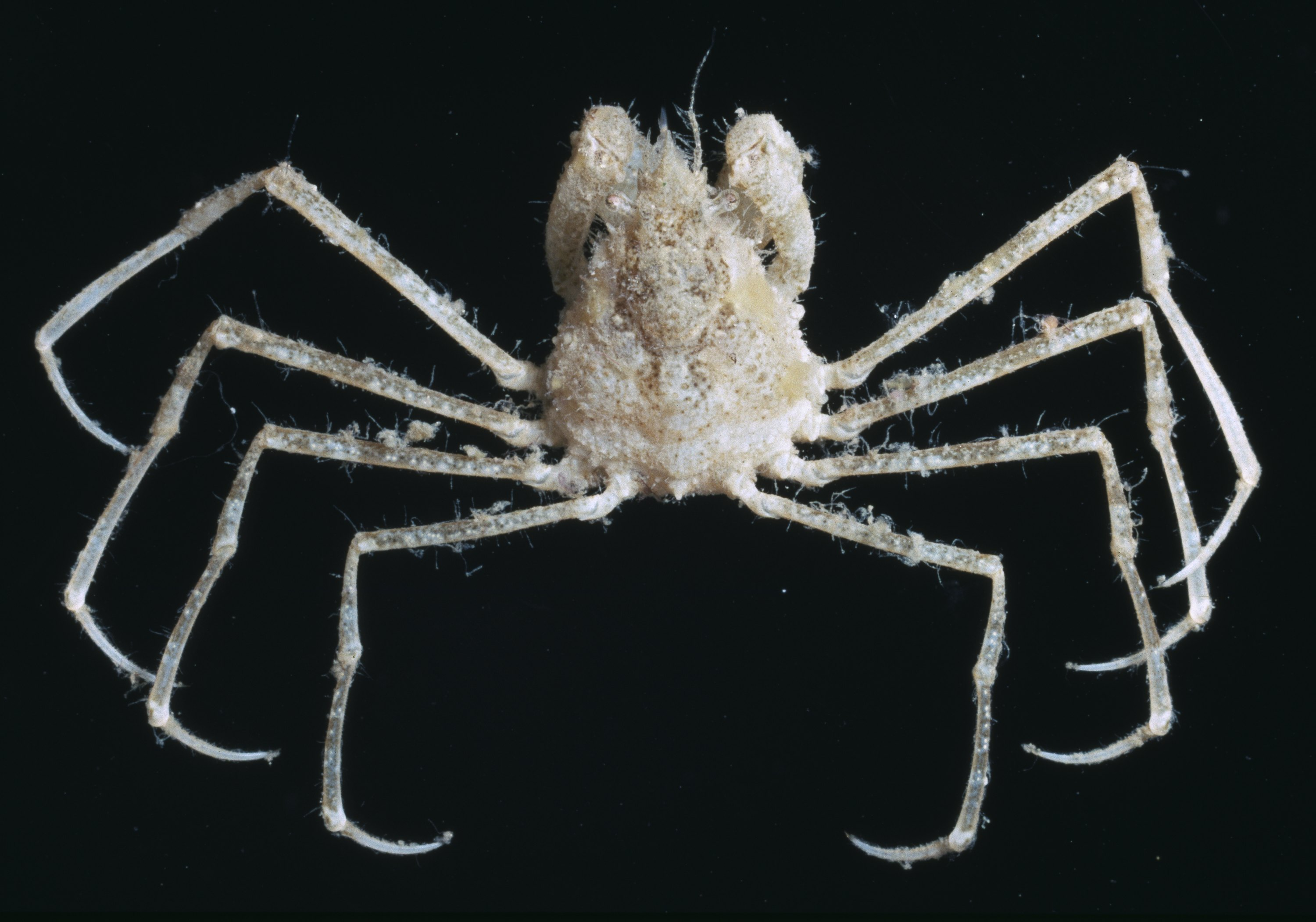
Pyromaia tuberculata
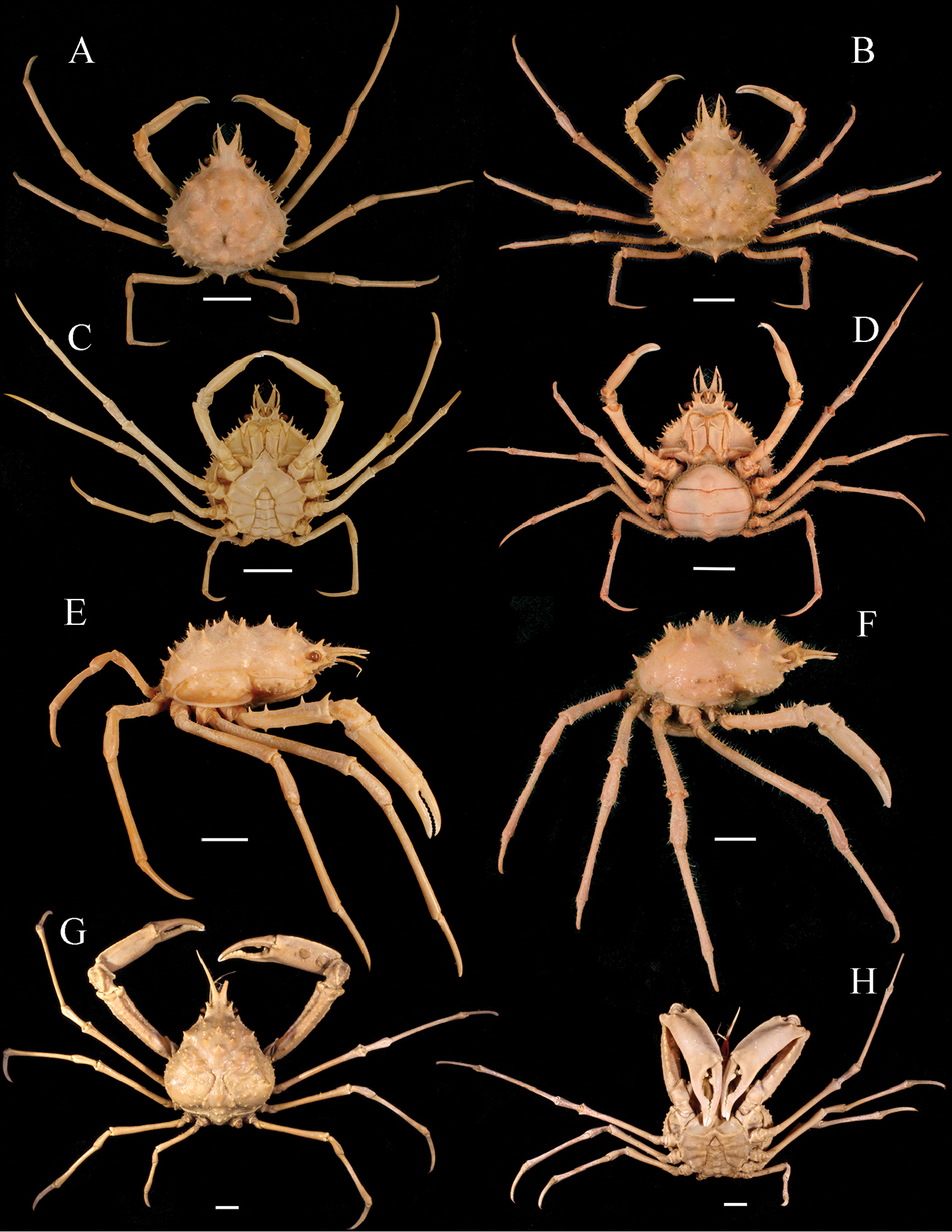
Solinca aulix

## Référence
- Dana, 1851 : On the classification of the maioid Crustacea or Oxyrhyncha. American Journal of Science, ser. 2, vol. 11, n. 33, p. 425–434.

## Sources
- Ng, Guinot & Davie, 2008 : Systema Brachyurorum: Part I. An annotated checklist of extant brachyuran crabs of the world. Raffles Bulletin of Zoology Supplement, n. 17, p. 1–286.
- De Grave & al., 2009 : A Classification of Living and Fossil Genera of Decapod Crustaceans. Raffles Bulletin of Zoology Supplement, n. 21, p. 1-109.